# Coenostéum

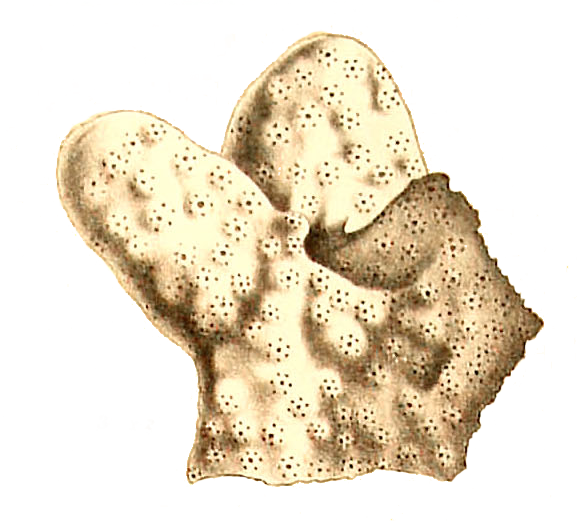
Vue d'une portion du coenosteum de Millepora exaesa

Le coenostéum, aussi parfois appelé exothèque chez les coraux durs, est le squelette calcaire des bryozoaires et de certains coraux.

## Caractéristiques
Chez les coraux, le coenostéum est sécrété par le coenosarque ou coenosarc, la couche vivante trouvée entre les différents polypes formant le récif corallien. Le coenostéum est composé d'aragonite, une forme cristallisé de carbonate de calcium ou CaCO3, et qui est généralement un matériel spongieux et poreux. Le coenostéum peut posséder des ornementations comme des nervures et gouttelettes. Le coenostéum et le polypiérite forment, ensemble, le polypier (squelette du récifs corallien) ,,